# The Abyssinians

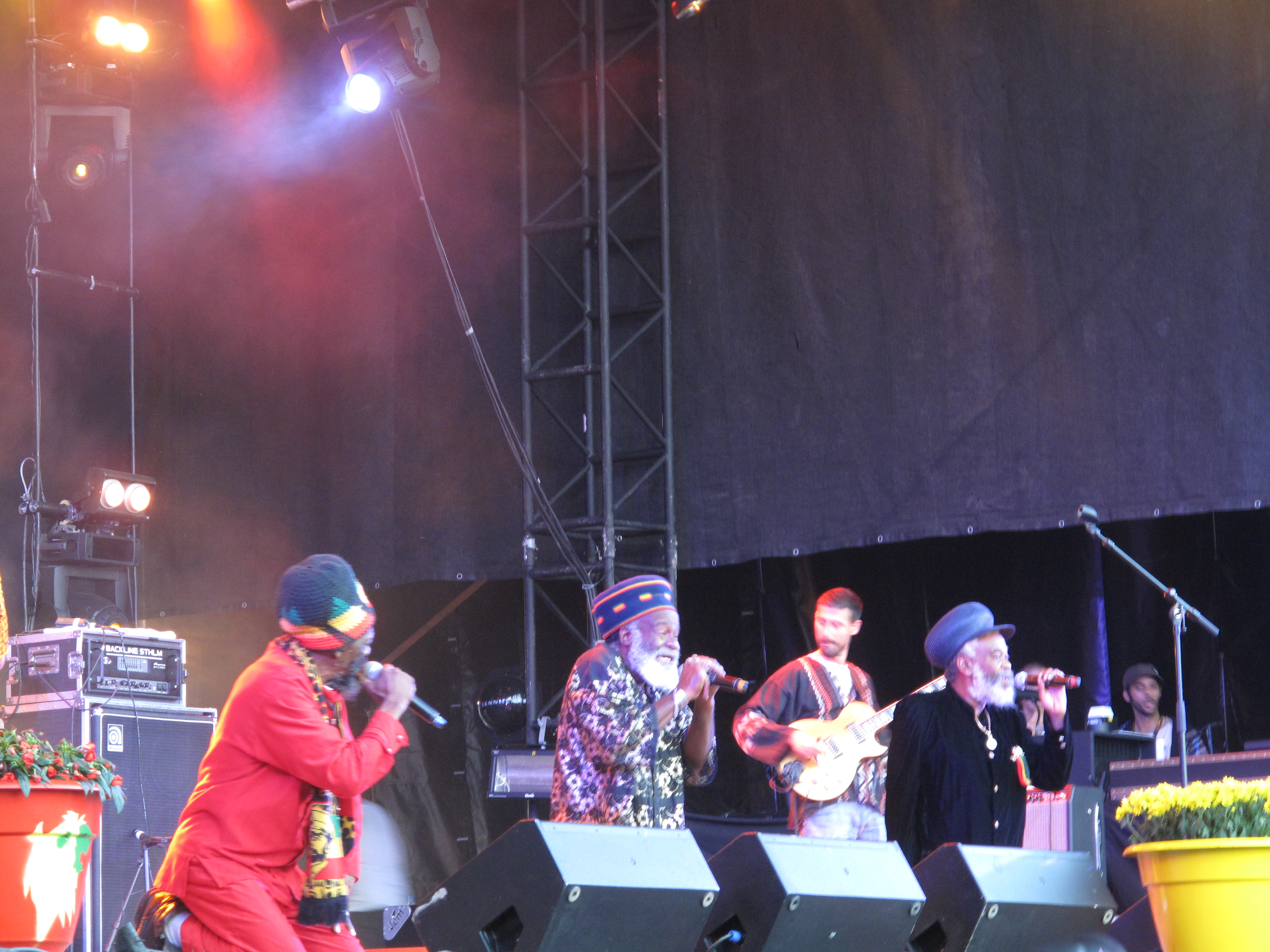
The Abyssinians tijdens een optreden in 2010.

The Abyssinians is een Jamaicaanse rootsreggaeband, die bekend is door closeharmonyzang en verwijzingen naar het rastafarigeloof in hun songteksten.

## Geschiedenis
Het trio ontstond in 1968 en bestaat uit Donald Manning, Bernard Collins en Linford Manning. In 1969 werd "Satte Massagana" opgenomen in Coxson Dodd’s Studio One. Het was deels gezongen in het Amhaars. Coxson besloot het nummer zelf niet uit te brengen maar vanaf 1976 werd het uitgebracht op het debuutalbum dat bij verschillende platenmaatschappijen onder verschillende namen uitkwam. Het nummer werd door verschillende artiesten gecoverd, waaronder Third World.
De groep ging uit elkaar in 1980 maar Donald Manning bleef de naam The Abyssinians gebruiken met een nieuwe bezetting. De originele bezetting kwam van 1989 tot 1999 weer bij elkaar. In 2004 en 2005 deden Donald Manning en Bernard Collins met David Morrison een tournee in de Verenigde Staten en Europa, en in 2011 in Engeland.

## Discografie

### Studio-albums
- 1976 : Satta Massagana - Jam Sounds (heruitgebracht in 1988 op Clinch, 1993 en 2007 op Heartbeat, ook onder de titels Satta and Forward on to Zion)
- 1978 : Arise - Tuff Gong/Virgin/Clinch
- 1998 : Reunion - Artists Only

### Verzamelalbums
- 1982 : Forward - Alligator
- 1994 : Best of the Abyssinians - Musidisc
- 1996 : 19.95 + TAX
- 1998 : Satta Dub - Tabou 1
- 1998 : Declaration of Dub - Heartbeat
- 1999 : Last Days - Clinch (credited to Bernard Collins)
- 2003 : Abyssinians & Friends Tree of Satta vol. 1 - Blood & Fire

### Live-album
- 2002 : Live in San Francisco - 2b1 II